# Probolomyrmex zahamena
Probolomyrmex zahamena – gatunek mrówki z podrodziny Proceratiinae.

## Taksonomia
Gatunek ten został opisany w 2014 roku przez Francisco Hitę Garcię i Briana Fishera na podstawie 11 okazów odłowionych w 2009 roku. Epitet gatunkowy pochodzi od lokalizacji typowej.

## Opis
Ciało zwykle ciemno rudobrązowe z jasnymi odnóżami, pokryte znaczniej silniej niż u P. curculiformis rozwiniętą mikrorzeźbą. Głowa około 1,4 do 1,5 razy dłuższa niż szeroka, krótsza niż u P. curculiformis i o trzonkach czułków dłuższych niż u wymienionego gatunku. Mezosoma ze słabymi, lecz wyraźnymi rowkami zatułowiowymi. Petiolus w profilu i bez wyrostka brzusznego 1 do 1,2 raza tak długi jak wysoki, w widoku grzbietowym około 1,2 do 1,3 razy dłuższy niż szeroki, krótszy i wyżej oraz silniej łukowato wygięty niż u P. tani.

## Rozprzestrzenienie
Gatunek endemiczny dla Madagaskaru, znany wyłącznie z Parku Narodowego Zahamena.